# 小行星7860
小行星7860（英語：7860 Zahnle）是一颗围绕太阳公转的小行星。1980年8月6日，愛德華·鮑威爾在可可尼诺县发现了此天体。
这颗小行星的绝对星等为17.70700593694522等。